# ريتشارد أ. هوارد
ريتشارد أ. هوارد (بالإنجليزية: Richard Alden Howard)‏ هو عالم نبات أمريكي، ولد في 1 يوليو 1917 في ستامفورد في الولايات المتحدة، وتوفي في 18 سبتمبر 2003 في كوهاسيت في الولايات المتحدة.